# Ordynariat polowy Niemiec
Ordynariat polowy Niemiec (niem. Katholische Militärseelsorge, łac. Ordinariatus Militaris Germaniae) – ordynariat polowy Kościoła rzymskokatolickiego, zapewniający opiekę duszpasterską osobom służącym w Bundeswehrze oraz członkom ich rodzin. Został ustanowiony 20 lipca 1933 roku. Rolę katedry polowej pełni bazylika św. Jana w Berlinie. Ordynariat podlega bezpośrednio Stolicy Apostolskiej
W okresie III Rzeszy biskupem polowym był Franz Justus Rarkowski, który czynnie wspierał reżim Adolfa Hitlera.
Inaczej niż w wielu innych krajach, w Niemczech funkcja ordynariusza polowego tradycyjnie stanowi jedynie dodatkowy urząd dla ordynariusza jednej z diecezji. Od maja 2011 stanowisko to zajmuje bp Franz-Josef Overbeck, będący także ordynariuszem diecezji Essen.

## Lista ordynariuszy
- Franz Adolf Namszanowski w latach 1868–1872
- Johann Baptist Maria Assmann w latach 1888–1903
- Heinrich Vollmar w latach 1903–1913
- Heinrich Joeppen w latach 1913–1920
- Franz Justus Rarkowski w latach 1938–1945
- Joseph Wendel w latach 1956–1960
- Franz Hengsbach w latach 1961–1978
- Elmar Maria Kredel w latach 1978–1990
- Johannes Dyba w latach 1990–2000
- Walter Mixa w latach 2000–2010
- Franz-Josef Overbeck od 2011[2]